# Leptasthenura aegithaloides
A Leptasthenura aegithaloides a madarak (Aves) osztályának verébalakúak (Passeriformes) rendjébe és a fazekasmadár-félék (Furnariidae) családjába tartozó faj.

## Rendszerezése
A fajt Heinrich von Kittlitz német zoológus és ornitológus írta le 1830-ban, a Synallaxis nembe Synnalaxis Aegithaloides néven.

## Alfajai
- Leptasthenura aegithaloides aegithaloides (Kittlitz, 1830)
- Leptasthenura aegithaloides berlepschi Hartert, 1909[2] vagy Leptasthenura berlepschi[1]
- Leptasthenura aegithaloides grisescens Hellmayr, 1925
- Leptasthenura aegithaloides pallida Dabbene, 1920[2] vagy Leptasthenura pallida[1]

## Előfordulása
Chile és Peru területén honos. Természetes élőhelyei a szubtrópusi és trópusi száraz erdők és cserjések, sziklás környezetben. Vonuló faj.

## Megjelenése
Testhossza 15 centiméter, testtömege 8-13 gramm.

## Természetvédelmi helyzete
Az elterjedési területe rendkívül nagy, egyedszáma pedig stabil. A Természetvédelmi Világszövetség Vörös listáján nem fenyegetett fajként szerepel.